# Иван Ланджев (математик)
Вижте пояснителната страница за други личности с името Иван Ланджев.
Иван Николов Ланджев е български математик с интереси и множество публикации в областите на теоретичната информатика, теорията на кодирането, криптографията, алгебрата и теорията на числата.

## Биография
Роден е през 1960 година в Бургас. Завършва Софийския университет. Защитава дисертация на тема „Конструктивни методи в теория на комбинаторните конфигурации“ (1991).
Доктор на математическите науки дисертация на тема „Линейни кодове и множества от точки в крайни геометрии“ (2000) и професор в БАН (2001) и Нов български университет (2004).
Член е на Съюза на математиците в България и на Американското математическо общество.